# Source de Chaude-Fontaine
La source thermale de Chaude-Fontaine est une source chaude qui émerge à proximité du ruisseau de Chaude-Fontaine, sur la commune de Vecoux, dans les Vosges, en France.

## Localisation
La source thermale de Chaude-Fontaine ou Chaudefontaine émerge à proximité du ruisseau de Chaude-Fontaine, un affluent du ruisseau de Reherrey qui se jette dans la Moselle. La source est située en montagne, en bordure de forêt. Le Club vosgien gère la signalétique, l'aménagement et l'entretien du circuit pédestre qui mène à la source.

## Caractéristiques
La source de Chaude-Fontaine a un débit peu important, entre 9 et 12 m3/h. La température de l'eau s'élève à 21°. Il s'agit d'un mélange d'eau froide circulant superficiellement, peu minéralisée, et d'eau chaude plus minéralisée provenant de nappes situées plus en profondeur. 
Cette eau se révèle « tiède, agressive, de dureté moyenne, de faciès bicarbonaté calcique ». Elle a des propriétés similaires à celle de Plombières mais n'est pas exploitée. Des dégagement gazeux sont parfois visibles à l'émergence.

## Histoire
Au XIXe siècle, la source est déjà captée et alimente une station thermale, certainement au lieu-dit Les Baigneux. En 1978, la commune de Vecoux aménage l'émergence en disposant des buses bétonnées de 1 m de diamètre disposées à 1 m de profondeur. 